# 东田镇 (南安市)
东田镇是福建省南安市下辖的一个镇，位于南安市西南部，距市区16公里。全镇面积约140平方公里，人口4.9万人，通行闽南话。

## 人文名胜
东田地名源于唐末黄巢入闽时，登芹山观地形，言道“东方美如良田，西方高如利刃，此乃兵家必争之地也”。境内有东田南坑古窑址、黄巢试剑石、昭毅将军祠、施琅将军洞等人文名胜。

## 历史沿革与行政区划
东田镇地域在宋代时属归善乡经善里和金鸡乡崇善里，元至清属二十八都、二十九都，民国前期属东田、烟山两保。1941年始置东田乡，1961年改为东田区，1965年改为东田人民公社。1984年恢复为东田乡，1991年撤乡设镇。
2008年，东田镇下辖16个村委会，191个自然村，1个林场，2所初中校，8个镇直单位。人口50397人,党员1041人。行政村：东田村、丰山村、美洋村、盖凤村、山西村、西坑村、雪峰村、桃园村、凤巢村、湖山村、汤井村、彭溪村、蓝溪村、南坑村、岐山村、格头村。